# Isla Cevallos
Isla Cevallos är en ö i Argentina.   Den ligger i provinsen Chubut, i den södra delen av landet, 1 400 km sydväst om huvudstaden Buenos Aires. Arean är 0,19 kvadratkilometer.
Terrängen på Isla Cevallos är mycket platt. Öns högsta punkt är 9 meter över havet. Den sträcker sig 0,6 kilometer i nord-sydlig riktning, och 0,4 kilometer i öst-västlig riktning.